# رانگاکو

رانگاکو (به ژاپنی: 蘭، 學)  در زبان ژاپنی به معنای مطالعات هلندی یا آموزش هلندی است. رانگاکو آموزش‌های برداشت شده از غرب است که به عنوان یک دانش در ژاپن توسعه پیدا کرد.